# 11437 Cardalda
11437 Cardalda eller 1971 SB är en asteroid i huvudbältet som upptäcktes den 16 september 1971 av den amerikanska astronomen James B. Gibson och den argentinske astronomen Carlos U. Cesco vid Leoncito Astronomical Complex. Den har fått sitt namn efter argentinaren Carlos Cardalda.